# Гандлевский, Сергей Маркович
Серге́й Ма́ркович Гандле́вский (род. 21 декабря 1952, Москва) — русский поэт и прозаик, эссеист. Лауреат премий «Антибукер», Малая Букеровская, «Северная Пальмира», Аполлона Григорьева, «Поэт». Член жюри ряда литературных премий.

## Биография
По отцовской линии имеет еврейские корни, по материнской происходит из русских священников. Окончил филологический факультет МГУ, русское отделение. Работал школьным учителем, экскурсоводом, рабочим сцены, ночным сторожем.
В 1970-е годы был одним из основателей и участников поэтической группы «Московское время» (вместе с Алексеем Цветковым, Александром Сопровским, Бахытом Кенжеевым, Александром Казинцевым) и группы «Задушевная беседа» (позднее — «Альманах») (совместно с Михаилом Айзенбергом, Тимуром Кибировым, Виктором Ковалем, Андреем Липским, Денисом Новиковым, Дмитрием Приговым, Львом Рубинштейном).
До второй половины 1980-х публикуется в эмигрантских изданиях, на родине — с конца 1980-х.
В 1991 году принят в Союз российских писателей.
В 1992−1993 годах на радио «Россия» был автором и ведущим цикла литературных передач «Поколение».
В течение 1995−1996 учебного года вёл в Российском государственном гуманитарном университете семинар, посвящённый современной отечественной поэзии. В 2001−2004 гг. вёл мастер-класс в Институте журналистики и литературного творчества. В 2003 году стал членом Русского ПЕН-центра.
Был членом жюри премий «Русский Декамерон» (2003), «Дебют» (2004) и премии им. Бориса Соколова (2005), премии «Тамиздат» (2007), председателем жюри премии «Русский Букер» (2009).
Стихи Сергея Гандлевского переводились на английский, французский, немецкий, итальянский, голландский, венгерский, финский, польский, литовский, хорватский, сербский, болгарский, турецкий, грузинский, китайский и японский языки.
Проза «Трепанация черепа» переведена на английский язык, «НРЗБ» — на немецкий, английский, итальянский.

## Общественная позиция
В 1996 и 2003 году был среди деятелей культуры и науки, призвавших российские власти остановить войну в Чечне и перейти к переговорному процессу.
В 2001 году подписал письмо в защиту телеканала НТВ.
Участвовал в Марше несогласных.
В марте 2014 года вместе с рядом других деятелей науки и культуры выразил своё несогласие с политикой российской власти в Крыму.
В сентябре 2014 года подписал заявление с требованием «прекратить агрессивную авантюру: вывести с территории Украины российские войска и прекратить пропагандистскую, материальную и военную поддержку сепаратистам на Юго-Востоке Украины».
В сентябре 2020 года подписал письмо в поддержку протестных акций в Белоруссии.
В феврале 2022 года выступил против вторжения России на Украину.

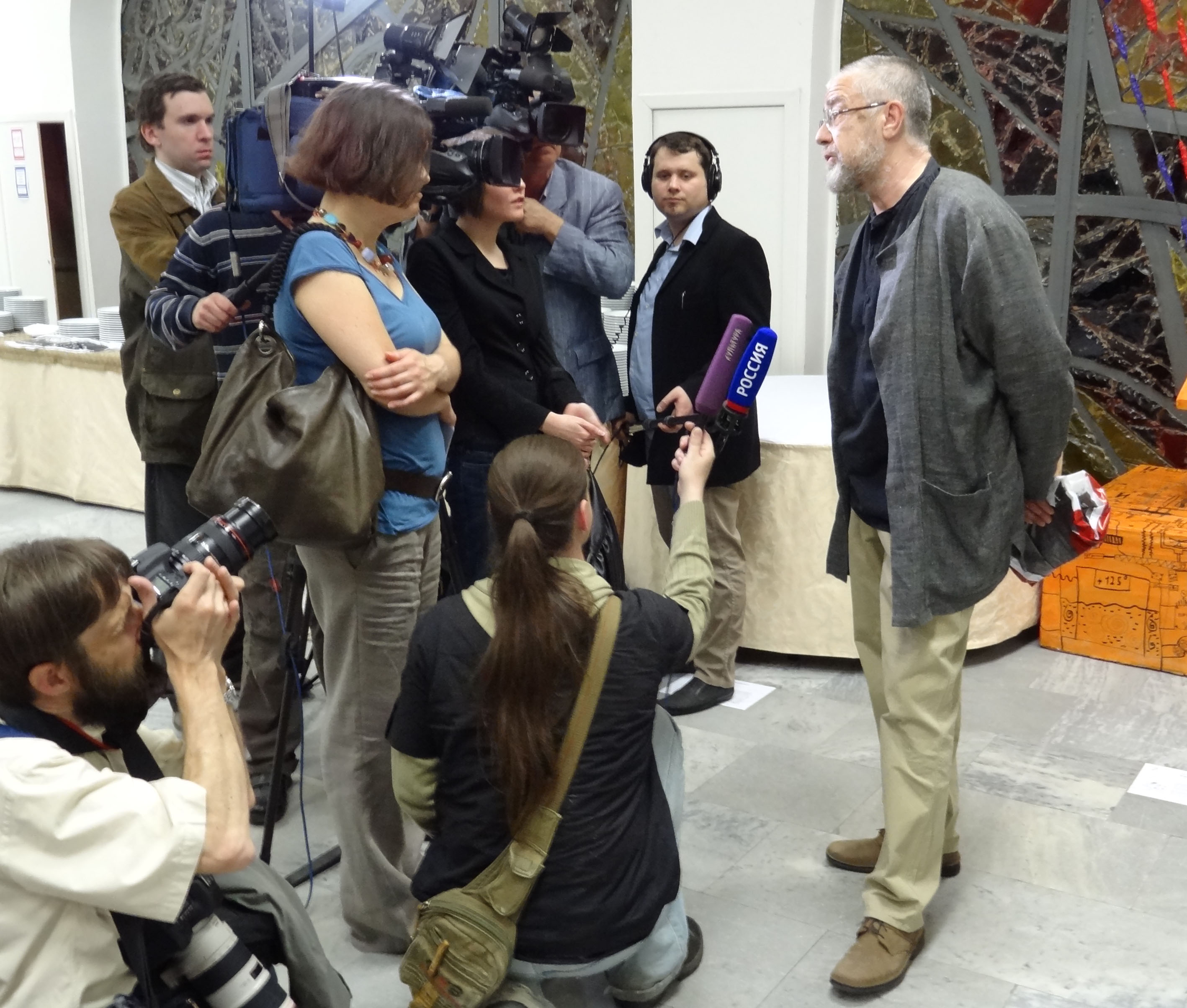
Сергей Гандлевский на торжественной церемонии вручения российской национальной премии «Поэт». Москва, 2011 год.

## Премии
- 1996 — премия «Малый Букер» за повесть «Трепанация черепа».
- 1996 — премия «Антибукер» за книгу стихов «Праздник».
- 2008 — Стипендиат фонда «POESIE UND FREIHEIT EV.»
- 2009 — премия «Московский счёт» за книгу «Опыты в стихах».
- 2009 — Лауреат IY Международного фестиваля поэзии «Киевские лавры»
- 2010 — национальная премия «Поэт»
- 2013 — Почетный гость Фонда Бродского

## Основные публикации
- Гандлевский С. Рассказ: Книга стихотворений. — М.: Московский рабочий, 1989. — 32 с., 10 000 экз. ISBN 5-239-00837-X
- Гандлевский С. Праздник: Книга стихов. — СПб.: Пушкинский фонд, 1995. — 112 с., 1 000 экз. — ISBN 5-85767-079-9.
- Гандлевский С. Трепанация черепа: Повесть. — СПб.: Пушкинский фонд, 1996. — 118 с. — ISBN 5-85767-097-7.
- Гандлевский С. Поэтическая кухня. — СПб.: Пушкинский фонд, 1998. — 112 с., 1 000 экз.
- Гандлевский С. Конспект: Стихотворения. — СПб.: Пушкинский фонд, 1999., 56 с.
- Гандлевский С. 29 стихотворений. — Новосибирск: АНТ, 2000.
- Гандлевский С. Порядок слов: стихи, повесть, пьеса, эссе. — Екатеринбург: изд-во «У-Фактория», 2000.- 432 с.
- Гандлевский С. Найти охотника: Книга стихов. — СПб.: Пушкинский фонд, 2002.
- Гандлевский С. НРЗБ. — М., Иностранка, 2002.
- Гандлевский С. Опыты в прозе. — М.: Захаров, 2007. — 352 с. — 3000 экз. — ISBN 978-5-8159-0752-2.
- Гандлевский С. Опыты в стихах. — М.: Захаров, 2008. — 160 с. — 1000 экз. — ISBN 978-5-8159-0836-9.
- Гандлевский С. Бездумное былое. — СПб.: Астрель, Corpus. — 160 с., 2012.
- Гандлевский С. Трехтомник. Стихотворения. Проза. Эссе, статьи, рецензии. — М.: ООО «Издательство Астрель», 2012. Издательство CORPUS
- Гандлевский С. Сухой остаток. — Лениздат, 2013. — 128 с., 1 500 экз.
- Гандлевский С. За 60. — Laurus, 2014. — 104 с., 500 экз.
- Гандлевский С. Ржавчина и желтизна. — М.: Время, 2017[12].
- Гандлевский С. Счастливая ошибка: стихи и эссе о стихах. — М.: ООО «Издательство Астрель», 2019. Издательство CORPUS
- Гандлевский С. В сторону Новой Зеландии: путевые очерки. — М.: ООО «Издательство Астрель», 2019. Издательство CORPUS
- Гандлевский С. Стихи. — Киев.: «Друкарский двор Олега Фёдорова», 2021
- Гандлевский С. Незримый рой: Заметки и очерки об отечественной литературе. — М.: ООО «Издательство Астрель», 2023. Издательство CORPUS

## Исследования
- Popovic, Dunja, «A Generation That Has Squandered Its Men: The Late Soviet Crisis of Masculinity in the Poetry of Sergei Gandlevskii», The Russian Review, 70,4 (2011), 663—676.
- Бокарев А. С. Поэтика литературной группы «Московское время» в контексте русской лирики 1970—1980-х годов: монография . — Ярославль: РИО ЯГПУ, 2016. — 183 с.
- Бокарев А.С. С. Гандлевский и А. Тарковский: автометаописательные мотивы лирики // Известия Волгоградского государственного педагогического университета. — 2013. — № 4 (79). — С. 115—119.
- Киршбаум Г. Охотники на снегу: Элегическая поэтология Сергея Гандлевского // Новое литературное обозрение. — 2012. — № 118.
- Кучина Т. Г., Бокарев А. С. Функции «чужого слова» в метапоэтике Сергея Гандлевского  // Ярославский педагогический вестник. — 2014. — Т.1. Гуманитарные науки. — № 2. С.208-212.
- Кучина Т. Г. Мотивы лирики М. Ю. Лермонтова в русской поэзии рубежа XX—XXI вв.  // Ярославский педагогический вестник. — 2014. — Т.1. Гуманитарные науки. — № 2. С.199-202.
- Кучина Т. Г. Муза безмолвия: мотивы молчания и немоты в метапоэтике С. Гандлевского и Л. Лосева // Вестник Костромского государственного университета. — 2018. — Т. 24. — № 4. — С. 131—135.
- Скворцов А. Э. Самосуд неожиданной зрелости. Творчество Сергея Гандлевского в контексте русской поэтической традиции. — М.: ОГИ, 2013.